# 穆扎·賓特·納賽爾
谢赫穆扎·賓特·納賽爾（英語：Sheikha Moza bint Nasser；1958年8月8日—）是卡塔尔第九任埃米爾哈迈德·本·哈利法·阿勒萨尼之妻和現任埃米爾塔米姆·本·哈邁德·阿勒薩尼的母亲，卡塔尔基金会主席。
穆扎活跃于教育和社会改革工作。除此之外，她亦因奢華的時尚打扮而得到國際媒體的關注。
1986年，她毕业于卡塔尔大学，主修社会学。同时，她亦擁有哈邁德·本·哈利法大學的伊斯兰公共政策碩士學位。